# Upplands runinskrifter 669
Upplands runinskrifter 669 är en försvunnen vikingatida runsten i Kålsta, Häggeby socken och Håbo kommun. Stenens höjd är ungefär 2,10 meter och dess bredd 0,95 meter. Runstenen är en parsten till U 668 och var inmurad i samma källare som denna. U 668 togs fram ur källaren och restes ånyo. U 669 däremot är förmodligen kvar i källaren, men dold och oåtkomlig.
De båda stenarna har en gång i tiden stått bredvid varandra och utgjort ett monument. De restes samtidigt av bröderna Stärkar och Hjorvard, U 668 till minne av fadern Gere och U 669 över deras broder Gisl. Visäte har huggit och signerat stenen och hans stil känns igen på ornamentik och runor. Han har haft hjälp av, och ristningen är också signerad av, en "Ofeg" som möjligen är runmästaren Öpir. Öpir kallar sig Ofeg på U 485 och han var Visätes lärjunge.

## Inskriften
Translitterering av runraden:
[sterkar auk · hioruarþr · litu · reisa · þinsa · stain eftʀ · kisl · broþur · sin · kuþ hialbi · antini uisti nuk · ufaih · þeiʀ hieku]
Normalisering till runsvenska:
Stærkarr ok Hiorvarðr letu ræisa þennsa stæin æftiʀ Gisl, broður sinn. Guð hialpi andinni. Viseti ok Ofæigʀ þæiʀ hioggu.
Översättning till nusvenska:
Stärkar och Hjorvard läto resa denna sten efter Gisel, sin broder. Gud hjälpe anden. Visäte och Ofeg de höggo.